# Маршан, Жан-Батист
Жан-Батист Маршан (фр. Jean-Baptiste Marchand, 2 ноября 1863 — 13 января 1934) — французский генерал, колониальный деятель и исследователь Африки. Наиболее известен своим участием в Фашодском инциденте (1890) и затем сражениях Первой мировой войны.

## Биография

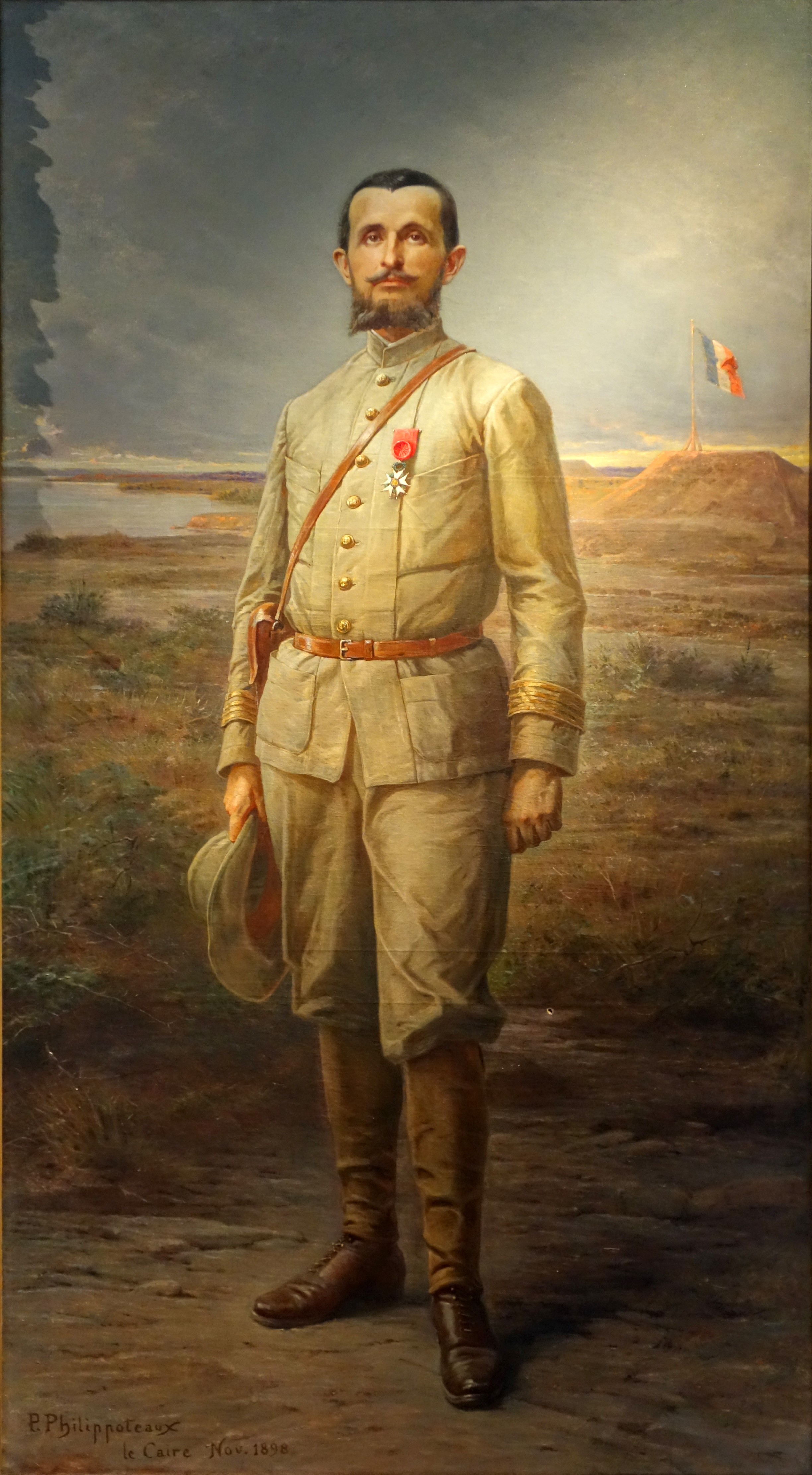

Родился во Франции в г. Туассе, (департамент Эн), 22 ноября 1863 года в семье плотника Жоржа Маршана (1834) и Мари Дюплесси (1843).
Его отец был слишком беден, чтобы позволить ему длительное образование поэтому в возрасте 13 лет Жан-батист начал службу у нотариуса. В 19 лет, 17 сентября 1883 года, в Тулоне он записался добровольцем в качестве рядового солдата в 4-й полк морской пехоты (фр. 4e régiment d'infanterie de marine). 23 апреля 1886 года поступил в Военно-пехотное училище (фр. École de l'infanterie) в Сан-Максане (фр. Saint-Maixent-l'École), которое закончил 18 декабря 1887 года младшим лейтенантом в возрасте 24 года, а через полгода поступил в 1-й морской пехотный полк (фр. 1er régiment d'infanterie de marine) и стал офицером сенегальских стрелков. Поэтому вынужден был служить за рубежом, главным образом, в Африке (Сенегал, французский Судан, Верхний Уанги и т. д.).
Участвовал в колониальной кампании в Сенегале и был тяжело ранен в 1889 году. В 1890 году начал заниматься экспедициями вглубь Африки. Лейтенантом в январе 1890 года участвовал в операциях по завоеванию французского Судана под командованием полковника Луи Арчинара (взятие Сегу и Конакри) против султана Ахмаду. Назначен капитаном в декабре 1892 года в возрасте 29 лет. Был отправлен в длительную экспедицию к истокам Нигера и Нила и, наконец, принял участие в 14-месячном походе на лодках и пешком, главной целью которой стал захват Фашоды (современный Кодок в Судане). Экспедиция стартовала из Французского Конго, в ней было примерно 20 офицеров-европейцев и больше сотни негров.

### Фашода
22 июня 1896 года он получил направление командовать разведывательной миссией под названием «Миссия Конго-Нил». В контексте франко-британского колониального соперничества в Африке роль этой миссии имеет первостепенное значение. Речь идет о том, чтобы сделать первый шаг по Нилу с контролируемых Францией западноафриканских территорий, чтобы бросить вызов британской гегемонии на Великой реке и установить новый протекторат Франции на юге Египта.
Прибыв в Фашоду в 1898 году, майор (на тот момент) Маршан укрепился там, но не дождался обещанных подкреплений. Вместо них появились англичане, а именно Китченер со своей флотилией, который поспешил к Фашоде сразу после сражения при Омдурмане и разгрома восстания Махди. Обе стороны настаивали на своем праве контролировать территорию. После нескольких недель дипломатических переговоров Лондона и Парижа не готовая к войне Франция была вынуждена уступить под угрозой полномасштабного конфликта с Великобританией. Маршан с негодованием принял свой отзыв и передачу Фашоды сопернику.

### Дальнейшая служба
В 1900 году Маршан участвовал в подавлении Боксерского восстания в Китае, находясь во французском экспедиционном корпусе.
В 1915 году уже во время Первой мировой войны получил звание генерала. В том же году участвовал в сражении в Шампани и был ранен. В 1916 снова ранен во время Битвы на Сомме. Вышел в отставку в 1919 году. Умер в 1934 году.